# Lucy Tyler-Sharman
Lucy Tyler-Sharman (Lucy Tyler de soltera) (Louisville, Estats Units d'Amèrica, 6 de juny de 1965) va ser una ciclista australiana especialista en la pista.
En el seu palmarès destaca la medalla de bronze als Jocs Olímpics d'Atlanta en la prova en puntuació, i un Campionat del món de Persecució.
Va estar casada amb els també ciclistes Martin Vinnicombe i Graham Sharman.

## Palmarès
- 1993
  -  Campiona dels Estats Units en Velocitat
  -  Campiona dels Estats Units en Quilòmetre
- 1996
  -  Medalla de bronze als Jocs Olímpics d'Atlanta en Puntuació
- 1998
  -  Campiona del món de Persecució

### Resultats a laCopa del Món
- 1998
  - 1a a Victòria i Berlín, en Persecució
  - 1a a Victòria, en Puntuació